# Эстонцы в Санкт-Петербурге
Эстонцы в Санкт-Петербурге  — собирательное название лиц эстонской национальности, проживающих временно или постоянно в городе Санкт-Петербурге. По данным переписи населения в 2010 году на территории города проживают 1534 эстонцев, что составляет 0,03 % от всего населения Петербурга. Хотя сегодня это относительно малая диаспора, она является одной из старейших общин, внёсшей свой вклад в историю и развитие Петербурга.

## Численность
Исторически эстонская община была относительно крупной и до революции была четвёртой крупнейшей общиной города, однако после Великой Отечественной войны продолжает неуклонно сокращаться в результате миграции части её населения в Эстонию и естественной убыли. 
| 1897   | 1926  | 1939  | 1959 | 1970 | 1979 | 1989 | 2002 | 2010 |
| ------ | ----- | ----- | ---- | ---- | ---- | ---- | ---- | ---- |
| 12 238 | 15847 | 15161 | 7350 | 6804 | 6237 | 5001 | 2266 | 1534 |

## История

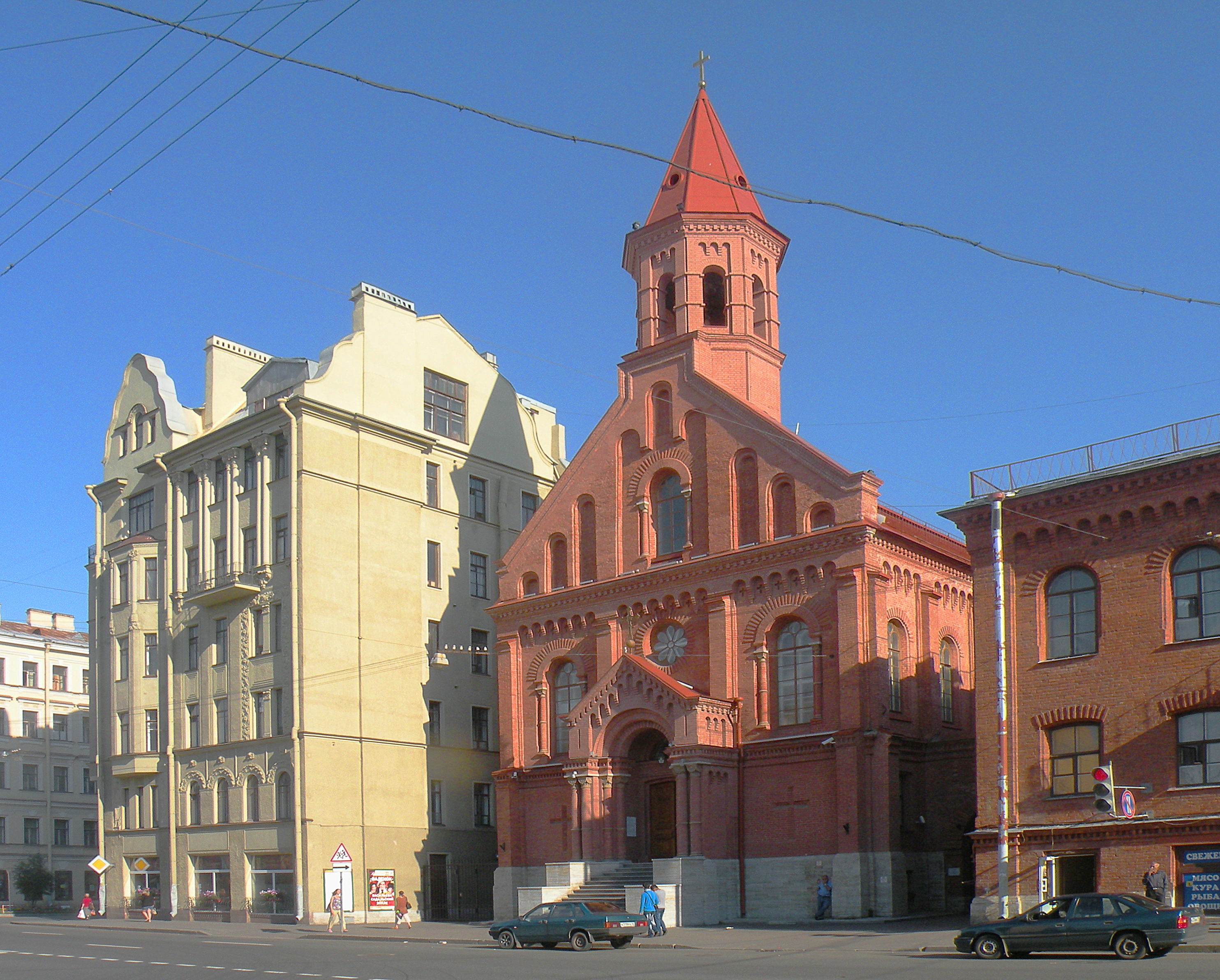
Церковь Святого Апостола Иоанна на улице Декабристов

Эстонская община в Санкт-Петербурге начала формироваться к середине XVIII века и состояла в основном из поденных рабочих, солдатов и матросов. Большинство эстонцев, переселяющихся в город, были лютеранами. Вначале эстонцы делили приходскую церковь с финнами, а с 1787 года посещали немецкую церковь имени святого Михаила, где велись службы на эстонском языке. В 1860 году эстонская община основала церковь имени Святого Апостола Иоанна на Малой Коломне в Дровяном переулке. В соседнем доме размещались приют, богадельня и эстонская школа. Тогда приход насчитывал 24,000 человек.
Основная волна миграции эстонского населения пришлась на середину XIX века, а к 90-м годам позапрошлого века эстонский уезд насчитывал 37 тысяч человек, а в городе и её губернии насчитывалось семь эстонских православных церквей. Местом компактного проживания эстонцев оставалась Коломна, многие эстонцы работали на Новом Адмиралтействе и Балтийском заводе. В городе публиковались газеты на эстонском языке, наиболее известной из них была «Петербури театая», уделявшая большое внимания жизни эстонских христиан. До революции эстонцы были в основном представлены лавочниками, владельцами аптек, домовладельцами, адвокатами, врачами и изредка учёными.
В Санкт-Петербурге проживали видные культурные деятели эстонского происхождения, такие как, например, пастор Якоб Хурт, который внёс крупный вклад в возрождение национальной культуры эстонцев, среди других деятелей известен Карл Роберт Якобсон, внёсший также важный вклад в национальное движение эстонцев. Известный учёный Людвиг Пуусепп вместе с русским учёным Владимиром Бехтеревым основал первую в мире психоневрологическую больницу.
В Петербурге действовали ряд эстонских общественных объединений, таких как «Просветительное общество», «общество трезвости "Уставус"», «Петербургское общество эстонских студентов» и другие. Одно из обществ — «Петербургское спортивное общество "Калев"» — стало инициатором организации первой в России олимпиады по тяжёлой атлетике в 1916 году.
Провозглашение независимости Эстонии привело к волне иммиграции эстонцев из России, в том числе и Санкт-Петербурга, после революции численность эстонцев продолжала сокращаться в результате сталинских репрессий и массовых депортаций, проводимых в 30-х и 40-х годах, часть диаспоры была переселена на Дальний Восток.

## Современность
Сегодня небольшая эстонская община образовала культурный центр «Эстонское общество культуры "Эстония"», целью которой является популяризация эстонской культуры в Санкт-Петербурге, однако объединение испытывает финансовые трудности. Также в городе действуют ряд религиозных объединений: «Эстонский евангелическо-лютеранский приход Святого Иоанна», «Эстонская евангелическо-лютеранская община Святого Иоанна» и «Приход русско-эстонской Свято-Исидоровской церкви Санкт-Петербургской епархии». В городе действует воскресная школа как для детей и взрослых, где можно пройти курсы по изучению эстонского языка.
Небольшая группа выходцев из Эстонии получила подтверждение на право трудовой деятельности в Санкт-Петербурге.